# (38173) 1999 JZ112
1999 JZ112 (asteroide 38173) é um asteroide da cintura principal. Possui uma excentricidade de 0.24449100 e uma inclinação de 3.96811º.
Este asteroide foi descoberto no dia 13 de maio de 1999 por LINEAR em Socorro.